# هری دیمولین
هری دیمولین (انگلیسی: Harry Dimoline؛ ۱۹۰۳ – ۱۵ نوامبر ۱۹۷۲) فرد نظامی اهل بریتانیا بود. وی همچنین برندهٔ جوایزی همچون نشان امپراتوری بریتانیا، و نشان امپراتوری بریتانیا، شده‌است.